# Sarah Langan
Sarah Langan (Maine, 1974) es una escritora estadounidense de terror, triplemente galardonada con el Premio Bram Stoker.
Sarah nació en Maine pero fue criada en Long Island, graduándose en la secundaria Garden City en 1992. Tras ello asistió al Colby College situado en Waterville (Maine) obteniendo un Máster en Bellas Artes de la Universidad de Columbia en 2000.
Actualmente reside en Brooklyn con su esposo, el actor y director J. T. Petty.